# Riccardo Sculco
Riccardo Sculco (Crotone, 1858 – Crotone, 1931) è stato un medico e politico italiano.

## Biografia
Nato nel 1858 da Domenico Sculco, duca di Santa Severina, e da Aurora dei Baroni De Rosis, compì gli studi classici al Convitto Cicognini di Prato, dove conobbe  Gabriele D'Annunzio. Ottenuto il diploma nel 1878, decise di far ritorno nella sua città natale.
Si iscrisse alla Facoltà di Medicina dell'Università degli Studi di Napoli Federico II, dove si laureò nel 1881.
Intrapresa l'attività di medico, fu tra i primi ad introdurre a Crotone l'uso della siringa ipodermica e del chinino per curare la malaria, malattia all'epoca assai diffusa in tutta la Calabria.
Convolò a nozze con Giuseppina Nicastro, dal quale ebbe sei figli: Enrichetta, Domenico, Ugo, Silvio, Gaetano e Vittoria.
In precedenza direttore (e poi presidente) del Consorzio Agrario di Crotone, 1888 si avvicinò alla politica locale divenendo prima commissario straordinario della sua città natale (il sindaco sarà Raffaele Lucente) e poi sindaco dal 1890 al 1892; dal 1912 al 1913 ne fu prosindaco.
Morì a Crotone nel 1931.

## Opere
- Il colera del 1887 a Crotone, Cotrone, Pirozzi, 1887.

## Curiosità
- La famiglia Sculco ha origini greco-albanesi, in quanto i primi antenati – cattolici di rito bizantino – emigrarono da Negroponte (l'attuale isola di Eubea, in Grecia) nel 1409 per sfuggire alle incursioni dei pirati persiani e ottomani[3].
- Fu il medico personale del romanziere inglese George Gissing, affetto all'epoca da enfisema polmonare, durante il suo soggiorno a Crotone.
- Suo fratello Nicola, noto storico crotonese, fondò l'attuale museo civico della città.